# کلش آو کلنز
کلش آو کلنز (به انگلیسی: Clash of Clans) یا جنگ قبیله‌ها یک بازی ویدئویی استراتژی و رایگان‌پایه برای تلفن همراه است که توسط شرکت سوپرسل توسعه و منتشر شده است. این بازی برای سیستم عامل‌های آی‌اواس در تاریخ ۲ اوت ۲۰۱۲ و در گوگل پلی برای اندروید در ۷ اکتبر ۲۰۱۳ منتشر شد. سریال این بازی نیز با نام کلش راما پخش گردیده است.
بازی در یک جهان فانتزیِ پایدار است که در آن، بازیکن، رئیس یک دهکده است. بازی کلش‌آف‌کلنز به بازیکنان وظیفه می‌دهد تا دهکده خود را با بهره‌گیری از منابعی که از یورش به دهکده‌های بازیکنان دیگر، کسب جوایز، خریدن آن‌ها با مدال یا تولید آن‌ها در دهکدهٔ خود به دست می‌آورند، بسازند. بازیکنان می‌توانند برای ساخت قبیله‌ها - گروه‌های حداکثر پنجاه بازیکن - که می‌توانند با هم در جنگ‌های قبیله شرکت کنند، کمک مالی کنند و نیرو دریافت کنند و با یکدیگر چت کنند، به هم بپیوندند. بازیکنان همچنین می‌توانند یک دهکده قبیله‌ای به نام «پایتخت قبیله» بسازند.
کلش‌آف‌کلنز با بازخوردهای کلی مثبت نقدگران روبرو شد. چهار بازی اسپین‌آف نیز در همان جهان کلش‌آف‌کلنز توسط سوپرسل ساخته شده است. نخستین مورد، کلش رویال، در سال ۲۰۱۶ منتشر شد. سه مورد دیگر، کلش‌کوئست، کلش‌مینی و کلش‌هیروز در آوریل ۲۰۲۱ معرفی شدند. توسعه کلش‌کوئست در ۱۷ اوت ۲۰۲۲ متوقف شد. در ۱۳ مارس ۲۰۲۴ سوپرسل اعلام کرد که توسعه کلش‌مینی نیز انجام خواهد شد، اما عناصر آن به کلش رویال آورده می‌شود.

## روند بازی

بازپخش روند بازی که در آن بازیکنی در حال حمله به دهکده بازیکن دیگر است.

کلش آف کلنز یک بازی چند نفره آنلاین است که در آن هر بازیکن یک رئیس دهکده است. هر بازیکنی با استفاده از منابع، دهکده خود را می‌سازد و نیروها را آموزش می‌دهد تا به دهکده‌های بازیکنان دیگر حمله کنند تا منابع و غنائم را به دست آورند. بازیکنان می‌توانند (که بیشتر آنها انجام می‌دهند) گروهی به نام قبیله تشکیل دهند که گروه‌هایی از ۱ تا ۵۰ نفر هستند. بازیکنان قبیله می‌توانند به یکدیگر نیرو اهدا کنند و می‌توانند با سایر قبیله‌ها وارد جنگ شوند. ارزها یا منابع متعددی در بازی وجود دارد؛ از جمله طلا، اکسیر، اکسیر سیاه، جواهرات و ۳ سنگ معدنی مختلف از جمله سنگ معدنی درخشان، سنگ معدنی ستاره‌ای و سنگ درخشان. طلا و اکسیر برای ساخت و ارتقاء ساختمان‌هایی مانند دفاع، کلکسیونرهای منابع و غیره. اکسیر و اکسیر سیاه همچنین برای ارتقاء ساختمان‌های مربوط به ارتش، نیروها، طلسم‌ها و قهرمانان و در گذشته از آنها برای آموزش نیروها نیز استفاده می‌شد اما از ژوئیه ۲۰۲۲ آموزش نیرو رایگان است.
جواهر، ارز برتر است. آنها را می‌توان با تکمیل دستاوردهای درون بازی، تکمیل رویدادهایی که پاداش جواهر دارد و هر از چندگاهی به بازی می‌آیند، حذف کردن درخت‌ها، بوته‌ها، کنده‌ها و سنگ‌ها و فروختن معجون‌ها، کتاب‌ها، کتیبه‌ها، چکش‌ها و بیل موانع به‌دست‌آورد یا با پول واقعی خریداری کرد. هر ۳ سنگ معدن همه برای ارتقاء تجهیزات قهرمان‌ها در سطوح مختلف استفاده می‌شوند. حملات در مقیاس سه ستاره درجه‌بندی می‌شوند و حداکثر مدت زمان آن سه دقیقه است.
این بازی همچنین دارای یک کمپین شبه تک‌نفره است که در آن بازیکن می‌تواند به یک سری از دهکده‌های مستحکم اجنه حمله کند و منابعی را به دست آورد. این قسمت جوایزی را اهدا نمی‌کند زیرا آنها را می‌توان فقط به صورت چند نفره به دست آورد.
برای انجام هر گونه ارتقاء، به یک سازندهٔ بیکار نیاز است. بازیکن در ابتدا یک سازنده دارد، اما می‌تواند تا شش سازنده داشته باشد. آنها با استفاده از جواهر (تا ۵ سازنده) خریداری می‌شوند و کارگر ششم با تکمیل یک‌سری چالش در پایگاه سازنده (روستای دیگر) باز می‌شود.

### ساختمان‌ها
برای کسب و ذخیره طلا و اکسیر، بازیکنان باید برای هر یک، معدن و محل ذخیره‌سازی بسازند. از اکسیر برای انجام تحقیقات در آزمایشگاه برای ارتقاء نیروها و ساخت و ارتقاء ساختمان‌های خاص (بیشتر تهاجمی) استفاده می‌شود. از طلا برای ساخت ساختمان‌های دفاعی و ارتقای تالار شهر استفاده می‌شود که امکان دسترسی به ساختمان‌های بیشتر و سطوح بالاتر را برای ساختمان‌های موجود فراهم می‌کند. در تالارشهر ۷، اکسیر سیاه در دسترس می‌شود. از این اکسیر سیاه برای آموزش و ارتقای نیروهای اکسیرسیاه، قهرمانانی مانند پادشاه بربر استفاده می‌شود و با شروع از تالارشهر ۸، طلسم‌های سیاه را ایجاد می‌کنند. برای کسب و ذخیره اکسیر سیاه، بازیکنان باید دریل‌های اکسیر سیاه و مخزن اکسیر سیاه بسازند.
تعدادی ساختمان برای دفاع از دهکده خود در اختیار بازیکن قرار دارد؛ از جمله توپ، خمپاره، برج کماندار، برج جادوگر، برج جهنمی، توپخانه عقاب، شلوغ انداز، تک سنگ، دفاع هوایی، برج طلسم، قلعه قبیله، آتش انداز، مولتی برج کماندار چندتایی و توپ کمانه‌ای. همچنین تله‌هایی از جمله برج‌های تسلا، بمب‌ها، بمب‌های غول پیکر، تله‌های فنری، تله‌های اسکلتی، تله گردباد، مین‌های هوایی و بمب‌های هوایی وجود دارد. بازیکنان همچنین می‌توانند دیوارهایی بسازند که می‌توانند با افزایش سطح تالارشهر بازیکن، آن‌ها را بیشتر ارتقا دهند. با افزایش سطح تالارشهر، بازیکن به ساختمان‌های قوی تری مانند مونولیس، توپخانه عقاب و برج‌های جهنمی دسترسی پیدا می‌کند.

### نیروها و طلسم‌ها
این بازی دارای دو نوع سربازخانه و کارخانه طلسم است، یک نسخه پایه و یک نسخه «سیاه» از هر کدام. در ابتدا در پادگان‌ها برای آموزش نیروها، از اکسیر استفاده می‌شد و پادگان‌های سیاه سربازان را با استفاده از اکسیر سیاه آموزش می‌دادند؛ اما با این حال، به‌روزرسانی تیر ۱۴۰۱، آموزش همهٔ نیروها و ساخت همهٔ طلسم‌ها را رایگان کرد و محدودیت آنها فقط فضا در اردوگاه‌ها است. هر دو مجموعه از پادگان‌ها را می‌توان به سطوح بالاتر ارتقا داد تا قفل سربازان بیشتری را باز کند (در مجموع هفده سرباز برای پادگان و ده سرباز برای پادگان سیاه).
کارخانه‌های طلسم‌سازی از همین الگو پیروی می‌کنند؛ کارخانه طلسم معمولی با استفاده از اکسیر و کارخانه طلسم سیاه با استفاده از اکسیر سیاه طلسم می‌سازد. علاوه بر این، کارخانه طلسم سیاه، طلسم‌هایی را تولید می‌کند که به فضای کمتری نیاز دارند و امکان استفاده بیشتر از این طلسم‌ها را در یک نبرد فراهم می‌کند. با پیشرفت بازیکن، چندین سرباز و طلسم جدید می‌توانند باز شوند.
در تالارشهر ۹، بازیکن قفل «بچه اژدها» را باز می‌کند که وقتی هیچ نیروی دیگری در فضای هوایی او وجود ندارد، خشم او افزایش می‌یابد؛ لاوا هوند، که سلامتی بالایی دارد اما آسیب شدیدی به دشمن وارد نمی‌کند، یک سپر جان‌سخت برای نیروهای خودی است؛ و همچنین «طلسم اسکلت (ارتش اسکلت)»، «طلسم پرش»، «طلسم یخ‌زدگی» و همچنین «شاهزاده مینیون».
در تالارشهر ۱۰، بازیکنان قفل «معدنچی» را که زیر دیوارها تونل می‌زند و «له‌کننده» که سنگ‌هایی پرتاب می‌کند، باز می‌کنند. بازیکنان همچنین می‌توانند کارخانه‌های طلسم خود را ارتقا دهند تا قفل طلسم «شبیه‌سازی» را باز کنند، که از سربازان داخل شعاع طلسم به تعداد محدودی ایجاد می‌کند. کارخانه طلسم سیاه را می‌توان برای باز کردن قفل «طلسم خفاش» ارتقا داد، که گروهی از خفاش‌ها را ایجاد می‌کند؛ البته در طول این سال‌ها تعداد آنها کاهش یافته است.
در تالارشهر ۱۱، ابر نیروها باز می‌شوند. ابر نیرو به نیروهایی گفته می‌شود که از همتایان اصلی خود قدرتمندتر هستند و توانایی‌های ویژه ای دارند. با قیمت ۲۵۰۰۰ اکسیر سیاه و فقط حداکثر ۲ عدد در هر نوبت و به مدت ۳ روز قابل تقویت هستند. بازیکنان همچنین قفل «اژدهای الکتریکی»، «گولم یخی» و «نگهبان بزرگ» را که یک قهرمان پشتیبانی است، باز می‌کنند.
در تالارشهر ۱۲ می‌توان کارگاه را برای ساخت هفت نوع مختلف ماشین محاصره، ساخت. بازیکن در ابتدا می‌تواند فقط ۳ نوع ماشین محاصره از جمله «دیوارشکن»، «کشتی هوایی» و «سنگ انداز» بسازد؛ اما با ارتقای تالارشهر به سطح ۱۵، به آنها می‌توانند تا کارگاه را به سطح ۷ ارتقا دهند و هر ماشین محاصره را بسازند. همچنین قفل «مرد برفی» نیز در این تالارشهر باز می‌شود.
تالارشهر ۱۳ قفل «قهرمان سلطنتی» را باز میکند
تالارشهر ۱۴ قفل خانه حیوانات خانگی را باز می‌کند؛ خانهٔ حیوانات خانگی ساختمانی که برای اختصاص یکی از ۹ حیوان خانگی به قهرمانان استفاده می‌شود که هر کدام نقش متفاوتی در کمک به یک قهرمان دارند.
تالارشهر ۱۵ طلسم جدید فراخوان، ۴ حیوان خانگی قهرمان، نیروی تیتان برقی و ماشین محاصره رزمی را معرفی می‌کند. طلسم فراخوان، واحدها را از حمله حذف می‌کند و امکان استقرار مجدد نیروها را در موقعیت دیگری فراهم می‌کند و در تالارشهر ۱۳ باز می‌شود. چهار حیوان خانگی جدید عبارتند از: فراستی که سرعت دشمنان را کاهش می‌دهد، دیگی که در زیر زمین حفاری می‌کند و دفاع را بی‌حس می‌کند، پایسون لیزارد که نیروهای مجاور را مسموم می‌کند، قهرمان را زنده می‌کند و به آن سپر موقتی از آسیب‌ناپذیری می‌دهد.
به‌روزرسانی‌های تالارشهر ۱۶ بسیاری از ویژگی‌های جدید را به ارمغان آوردند: مانند ریشه سوار، طلسم رشد بیش از حد جدید، دو حیوان خانگی جدید: روباه روح، ژله عصبانی و ویژگی برای ادغام دفاعی‌ها. ریشه سوار در تالارشهر ۱۵ باز می‌شود و راهبردهای بسیار بیشتری را برای بازیکنان فراهم می‌کند. در کنار این، طلسم رشد بیش از حد بود که به بازیکنان اجازه می‌داد منطقه خاصی از دهکده را دور بزنند. حیوان خانگی روباه روح قهرمانی را که هر ۴ ثانیه با آن جفت می‌شد نامرئی می‌کرد و ژله خشمگین به قهرمان زوج اجازه می‌داد فقط ساختمان‌های دفاعی را هدف قرار دهد. دفاع‌های ادغامی به بازیکنان اجازه می‌داد تا ۲ دفاعی را انتخاب کنند و آنها را با هم ادغام کنند و ساختاری قوی‌تر را ایجاد کنند. با این حال، بازیکنان فقط می‌توانستند دو ساختمان مشابه را با هم ادغام کنند، که تنها ساختمان‌های مجاز، برج‌های کماندار برای ایجاد برج‌های چند کمان‌دار و توپ‌ها برای ایجاد توپ‌های کمانه‌دار بودند.
به‌روزرسانی تالارشهر ۱۷ (آبان ۱۴۰۳) دفاع‌های جدید، آتش اسپیتر، یک گروه اکسیر جدید، پرتاب کننده که مدت هاست حملات با آسیب‌های زیاد را در بر می‌گیرد را به ارمغان آورد، و استراتژی‌های زیادی را باز می‌کند، طلسم جدیدی که در تالارشهر ۱۵ باز شده است، طلسم احیا، که قهرمانان جدید، قهرمان، سلامتی و مینیون محدود را در یک نبرد دوباره وارد عمل می‌کند. شاهزاده مینیون یک قهرمان هوایی است و در تالارشهر ۹ باز می‌شود. همچنین، بازیکنان مجاز به داشتن یکی دیگر از دفاع‌های ادغام شده از هر یک از برج‌های کماندار و توپ هستند.

### قبایل و جنگ‌های قبیله‌ای
قبیله‌ها گروه‌هایی از بازیکنان هستند که برای حمایت از یکدیگر، چه از نظر مادی با نیرو و چه با مشاوره، به یکدیگر می‌پیوندند. بازیکنان می‌توانند پس از بازسازی ساختمان ویژه «قلعه قبیله»، به قبیله‌ها بپیوندند. یکی از اجزای اصلی کلش آف کلنز، رویارویی قبیله‌ها با یکدیگر در «جنگ‌های قبیله ای» است. رهبر و قائم مقام‌های قبیله می‌توانند جنگ علیه سایر قبیله‌ها را آغاز کنند. سپس به هر قبیله یک «روز آماده‌سازی» و یک «روز جنگ» داده می‌شود. هنگامی که بازیکنی به عضوی از قبیله مقابل حمله می‌کند، بر اساس میزان تخریبی که به پایگاه حریف وارد می‌کند، ستاره دریافت می‌کند: ۵۰٪ آسیب یا بیشتر، ۱ ستاره می‌دهد، از بین بردن تالارشهر نیز ۱ ستاره و از بین بردن کل پایگاه، ستاره سوم باقیمانده را می‌دهد. هر بازیکن به دو حمله در هر جنگ محدود می‌شود و تیمی که بیشترین ستاره را در پایان روز جنگ داشته باشد برنده اعلام می‌شود. اگر تعداد ستاره‌های دو قبیله برابر باشد، برنده کسی است که درصد تخریب بیشتری دارد. بازیکنان اگر از حملات خود در جنگ استفاده کنند، غنائم جنگی به عنوان پاداش دریافت می‌کنند. این غنائم ممکن است بر اساس پایه‌های مختلف متفاوت باشد و توسط سوپرسل تصمیم‌گیری می‌شود. پایه بالا دارای بیشترین غنائم جایزه جنگی و آخرین پایه دارای کمترین مقدار غنائم جایزه است. اگر قبیله در جنگ پیروز شود، غنائم پاداش به‌طور کامل به بازیکن تحویل داده می‌شود اما در هنگام باخت یا تساوی یک سوم از لوت به بازیکن تحویل داده می‌شود.
قبیله‌ها می‌توانند به صورت ۵ به ۵، ۱۰ به ۱۰، ۱۵ به ۱۵، ۲۰ به ۲۰، ۲۵ به ۲۵، ۳۰ به ۳۰، ۴۰ به ۴۰ و ۵۰ به ۵۰ در جنگ‌های قبیله‌ای ثبت‌نام و با یکدیگر تقابل کنند. قبلاً اندازه‌های ۳۵ مقابل ۳۵ و ۴۵ به‌مقابل ۴۵ نیز وجود داشت؛ اما در به‌روزرسانی مارس ۲۰۱۶ حذف شدند. در به‌روزرسانی مه ۲۰۱۶، مبارزه‌طلبی دوستانه معرفی شد تا به هم قبیله‌ها اجازه دهند با سایر هم قبیله‌ها رقابت کند و به دهکدهٔ یکدیگر حمله دوستانه انجام دهند. مبارزه‌طلبی غارت یا غنائم را ارائه نمی‌دهند و بر ارتش بازیکن تأثیر نمی‌گذارند. در به‌روزرسانی اکتبر ۲۰۱۸، لیگ‌های جنگ قبیله‌ای معرفی شدند. قبیله می‌تواند با هفت قبیلهٔ دیگر برای صعود به لیگ بعدی مبارزه کند و با کسب ستاره در لیگ‌های جنگ قبیله‌ای، مدال‌های لیگ را کسب کند. قبایلی که بیشترین ستاره را دارند به لیگ بالاتر صعود می‌کنند، در حالی که قبایلی که کمترین ستاره را دارند به لیگ پایین‌تر تنزل پیدا می‌کنند.

### پایگاه سازنده
پس از به‌روزرسانی ۲۲ مه ۲۰۱۷ که به «آپدیت عظیم کلش آف کلنز» معروف است، سوپرسل حالت جدید بازی «پایگاه سازنده» را برای بازی منتشر کرد. این اجازه می‌دهد تا بازیکنان به یک جزیره جدید سفر کنند و یک دهکده جدید با مجموعه ای متفاوت از ساختمان‌ها ایجاد کنند.
در به‌روزرسانی دهکده سازنده ۲٫۰ کلش آف کلنز، سیستم حمله دهکده سازنده دوباره کار شد که در آن بازیکنان به جای حمله همزمان به پایگاه‌های یکدیگر به صورت متوالی حمله می‌کنند. بازیکنان در حال حاضر حملات متناوب را در دو مرحله از پایگاه حریف انجام می‌دهند که هر مرحله دفاع و چیدمان خاص خود را دارد. بازیکنی که در دو مرحله ستاره‌های بیشتری کسب کند، برنده نبرد است. جوایزی مانند طلا و اکسیر بر اساس بدست آوردن مقدار مشخصی ستاره در روز (حداکثر ۶ ستاره در یک نبرد) اعطا می‌شود، در حالی که حملات اضافی به بازیکنان کمک می‌کند تا از جدول امتیازات جام بالا بروند.
بازیکنان می‌توانند جواهرات را برای سرعت بخشیدن به زمان درون بازی (که می‌توان در معدن جواهر استخراج کرد) یا با استفاده از برج ساعت (به‌طور موقت روند را در کل بیلدر بیس سرعت می‌بخشد) خرج کنند. یک قهرمان جدید به نام «ماشین نبرد» نیز در کنار این آپدیت معرفی شد. در ژوئن ۲۰۱۹، تالار سازنده سطح ۹ منتشر شد. به‌روزرسانی مه ۲۰۲۳ تالار سازنده ۱۰ را به ارمغان آورد که در حال حاضر بالاترین سطح تالار سازنده است. به‌روزرسانی مه ۲۰۲۳ همچنین سطح پایگاه سازنده ۲٫۰ را که مدت‌ها انتظارش را می‌کشید به ارمغان آورد، با سطوح بالاتر پایگاه سازنده دارای چندین سطح برای شکست دادن، و ایجاد تغییرات زیادی در پایگاه سازنده. O.T.T.O، سازنده ثانویه در پادگان سازنده نیز، در این به‌روزرسانی با «B.O.B» جایگزین شد.

### بازی‌های قبیله‌ای و آیتم‌های جادویی
در دسامبر ۲۰۱۷، سوپرسل بازی «های قبیله‌ای» را معرفی کرد؛ ویژگی‌ای که اعضای قبیله می‌توانستند با هم کار کنند تا وظایف خود را انجام دهند و سپس امتیازات قبیله را به دست آورند. وقتی امتیاز کافی جمع شود، یک ردیف پاداش جدید باز می‌شود و بازیکنان می‌توانند از هر ردیف باز شده یک جایزه انتخاب کنند. این به‌روزرسانی همچنین آیتم‌های جادویی را معرفی کرد که به‌عنوان جایزه از بازی‌های قبیله‌ای و از طریق رویدادها قابل دریافت هستند. از این آیتم‌ها می‌توان به عنوان مثال برای به دست آوردن منابع، تکمیل ارتقاء، یا به‌طور خلاصه اضافه کردن سطوح به نیروها یا قهرمانان استفاده کرد.

### پایتخت قبیله
«پایتخت قبیله»، مرکز مرکزی است که در آن کل قبیله در ساخت و ارتقاء یک پایگاه عظیم مشارکت دارند. هر عضو یک قبیله قادر است در ساختن منطقه‌ای جدید برای تقویت دفاعی و ارتقای نیروهای خود مشارکت کند. با یورش قبیله‌ای برای شکست دادن پایتخت‌های دیگر قبیله‌ها در طول یک آخر هفته یورش، طلای سرمایه در طول حملات برای ارتقا و بهبود پایتخت، و همچنین مدال‌های یورش که می‌توانند برای خرید اقلام برای دهکده‌های بازیکنان استفاده شوند، به دست می‌آیند. نیروهای تقویتی را می‌توان بدون نیاز به صبر کردن برای اهدای سایر همنوعان خریداری کرد. در دسامبر ۲۰۲۲ تزئینات بازیکن برای خانه‌های قله پایتخت آنها معرفی شد.

## مسابقات حرفه‌ای
کلش آف کلنز یکی از پردانلودترین بازی‌های جهان است که بیش از ۸۰۰ میلیون دانلود در فروشگاه گوگل پلی دارد. در سال ۲۰۱۸ به عنوان چهارمین برنامه پر دانلود در اپ استور و هفتمین برنامه در فروشگاه گوگل پلی قرار گرفت. با توجه به محبوبیت و رشد سریع آن، بسیاری از سازندگان محتوا و بازیکنان حرفه ای ظاهر شدند در سال ۲۰۱۹، مسابقات قهرمانی جهانی کلش آف کلنز شروع به سازماندهی کرد؛ جایی که بهترین بازیکنان در دنیای بازی‌های ویدیویی در هامبورگ آلمان گرد هم آمدند تا برای جایزه ۱۰۰۰۰۰۰ دلاری رقابت کنند. پس از آن مسابقات قهرمانی، جام‌های جهانی کلش آف کلنز در سال‌های ۲۰۲۰ و ۲۰۲۱ به دلیل کووید-۱۹ به‌طور مجازی برگزار شد، مسابقاتی که به ترتیب ۷۳۰ هزار دلار و ۷۰۰ هزار دلار جایزه داشتند. در سال ۲۰۲۲ دوباره به صورت حضوری در هلسینکی فنلاند برگزار شد و تا سال ۲۰۲۴ به‌طور متوالی در آنجا برگزار شد. تمام جوایزی که شرکت کنندگان در آرزوی بردن آن بودند ۱٬۰۰۰٬۰۰۰ دلار بود.

## توسعه، انتشار و بازاریابی

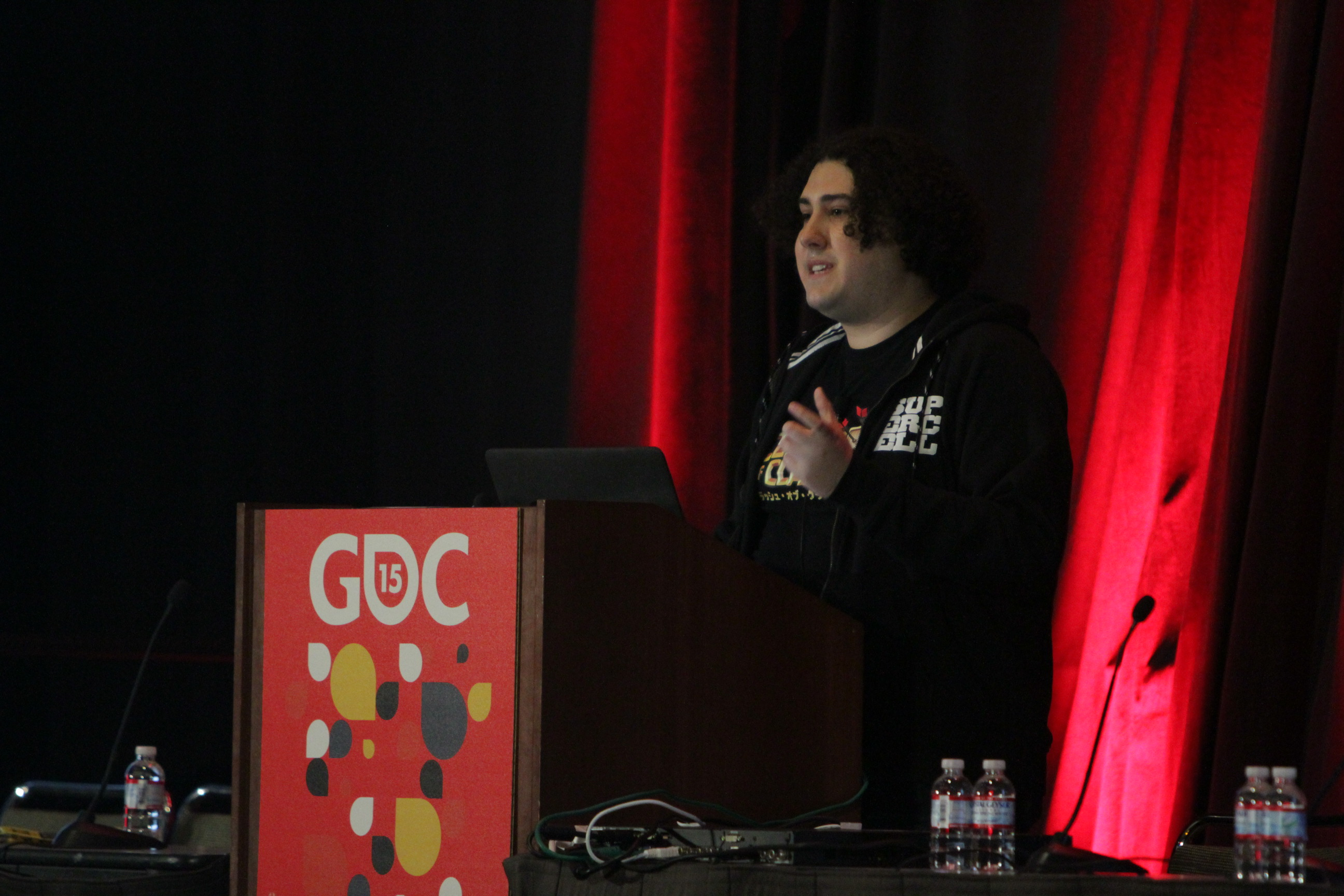
یوناس کولاروس، یکی از برنامه‌نویسان بازی کلش آف کلنز، در کنفرانس توسعه‌دهندگان بازی ۲۰۱۵ دربارهٔ طراحی این بازی سخنرانی کرد.

بازی کلش آو کلنز در مارس ۲۰۲۴ توانست درآمد خالصی به مبلغ ۶٫۵ میلیارد دلار کسب کند. همچنین تخمین زده می‌شود که درآمد روزانه این بازی بین ۵ تا ۱۰ میلیون دلار باشد که از ۵۰۰ میلیون کاربر این درآمد را کسب کرده است. نرم‌افزار کاربردی این بازی در بازهٔ دسامبر ۲۰۱۲ تا می ۲۰۱۳ جزو ۵ نرم‌افزار کاربردی برتر از نظر دانلود بوده است و در حال حاضر جزء ۲۰ بازی آنلاین و محبوب دنیاست. نرم‌افزار کاربردی این بازی سومین بازی پرفروش در اپ استور و گوگل پلی بوده است.
کلش آو کلنز توسط شرکت سوپرسل توسعه یافت؛ همان شرکتی که بازی‌های محبوب موبایلی دیگری همچون هی دی و براول استارز را نیز ساخته است. فرایند توسعهٔ این بازی شش ماه به طول انجامید و در طول این مدت، گیم‌پلی تغییر چندانی نکرد. به گفتهٔ «لاسه لوهونتو» از سوپرسل، تیم توسعه‌دهنده در این بازه با هیچ مانع عمده‌ای روبه‌رو نشد. از جمله منابع الهام برای ساخت این بازی می‌توان به بازی‌های بک‌یارد مانسترز و تراوین اشاره کرد، در حالی که سبک بصری آن نیز تحت تأثیر بازی‌های قدیمی سوپر نینتندو و بازی‌های آرکید بود. در ابتدا سبک هنری بازی حالتی کارتونی‌تر داشت، اما این طراحی تغییر یافت؛ چرا که تیم توسعه نگران بود این سبک، کاربران حرفه‌ای‌تر و جدی‌تر را از بازی دور کند. در بیشتر مراحل توسعه، بازی به‌صورت کاملاً چندنفره طراحی شده بود؛ اما پس از انجام آزمون‌های کاربری، سوپرسل تصمیم گرفت حالت تک‌نفره را نیز به بازی اضافه کند.
نسخهٔ آی‌او‌اس این بازی در تاریخ ۲ اوت ۲۰۱۲ منتشر شد. و نسخهٔ اندروید آن نیز در تاریخ ۷ اکتبر ۲۰۱۳ از طریق گوگل پلی در دسترس قرار گرفت.
در سال ۲۰۱۶، یک مجموعهٔ وب‌سری انیمیشنی بر اساس این بازی با نام کلش راما! توسط سوپرسل در یوتیوب منتشر شد. این مجموعه با رویکردی طنزآمیز نسبت به بازی ساخته شده و توسط استودیوی Tolerable Entertainment تهیه و استودیوی رافت درفت  نیز وظیفهٔ انیمیشن‌سازی آن را بر عهده داشت. از جمله صداپیشگان این مجموعه می‌توان به تام کنی و چارلی ادلر اشاره کرد.
در فوریه ۲۰۱۵، سوپرسل تبلیغ سوپربول ۴۹ خود را برای کلش آف کلنز منتشر کرد؛ این تبلیغ با حضور لیام نیسون ساخته شده بود که در آن شخصیت معروفش از فیلم ربوده شده را به شکلی طنزگونه بازآفرینی می‌کرد. در تاریخ ۲ فوریه، وب‌سایت بیزینس اینسایدر گزارش داد که این تبلیغ، پنجمین تبلیغ پربازدید سوپربول بوده است، اما تنها چند روز بعد، در ۶ فوریه، وب‌سایت ونچربیت اعلام کرد که این تبلیغ، پربازدیدترین تبلیغ پخش‌شده در سوپربول بوده است. کاربران یوتیوب نیز در نظرسنجی‌ای، این تبلیغ را دومین تبلیغ برتر سوپربول دانستند؛ پس از تبلیغ With Dad از شرکت نیسان.
در تاریخ ۲۳ سپتامبر ۲۰۱۵، دو خوانندهٔ تایوانی جی‌جی لین و جیمی لین آهنگ رسمی بازی را با نام "全面开战" (به فارسی: در همه جبهه ها بجنگید) منتشر کردند. این قطعه به زبان ماندارین اجرا شده است.
در ۱ مه ۲۰۲۴، سوپرسل از همکاری با فوتبالیست معروف ارلینگ هالند خبر داد؛ رویدادی با عنوان "Clash With Haaland" که تا پایان ماه ادامه داشت. این رویداد با تیزری معرفی شد که در آن، نیروهای بازی کلش آو کلنز در جستجوی «بهترین مهاجم جهان» هالند را پیدا کرده و او را به داخل بازی می‌برند. در این ویدیو، نسخه‌ای بازسازی‌شده از آهنگ "Haaland (Ha Ha Ha)" از گروه CTID نیز پخش می‌شود. این رویداد شامل دو نیروی موقت با تم فوتبالی، یک طلسم موقتی، چالش‌های اختصاصی و ظاهرهای ویژهٔ قهرمانان با طراحی فوتبالی بود. سوپرسل اعلام کرده که هالند در اوقات فراغت خود این بازی را انجام می‌دهد و اولین مرحله از چالش‌های رویداد، در واقع طراحی شده بر اساس پایگاه واقعی او در بازی است.
در تاریخ ۲۰ مه ۲۰۲۵، سوپرسل اعلام کرد که با همکاری نتفلیکس، قرار است بازی کلش آو کلنز به یک سریال اختصاصی در نتفلیکس تبدیل شود.

## بازخوردها
| گردآورنده  | امتیاز         |
| ---------- | -------------- |
| گیم‌رنکینگز | آی‌اواس: ۸۰٪    |
| متاکریتیک  | آی‌اواس: ۷۴/۱۰۰ |

| ناشر         | امتیاز |
| ------------ | ------ |
| ۱۴۸ اپز      | [ ۶۴ ] |
| اندروید پلیس | ۴٫۵/۵  |
| گیم‌زبو       | [ ۶۶ ] |
| مودوجو       | ۳/۵    |
| پاکت گیمر    | ۹/۱۰   |
| تامز گاید    | ۳٫۵/۵  |
| اپتوید       | ۴٫۶/۵  |

### بازخورد انتقادی
کلش آف کلنز به‌طور کلی نقدهای مثبتی دریافت کرده است. نسخه آی‌اواس دارای امتیاز کلی ۷۴ از ۱۰۰ در متاکریتیک، و ۸۰ درصد در گیم‌رنکینگز است.
لیف جانسون از گیم‌زبو تحت تأثیر قرار گرفت و امتیاز ۴٫۵ از ۵ را به بازی داد. اگرچه او احساس می‌کرد که گیم پلی بازی به شدت تغییر کرده است تا بازیکن را تشویق به خرید جواهرات کند، او اضافه شدن یک کمپین تک نفره را تحسین کرد. او نتیجه گرفت که «کلش آف کلنز یک بازی ساده است، اما نقاط قوتش بیشتر از نقطه ضعفش است. تقریباً به اندازه کافی ساده است که در لحظات بیکاری می‌توان مسابقات سریع و بدون دردسر را در آیفون در یک انجام داد؛ و تعداد واحدهای مختلفی برای انتخاب در حالت نبرد وجود دارد تا بازی در برابر سایر بازیکنان را بی‌نهایت پاداش دهد. از همه بهتر، گزینه مبارزه با گابلین‌های NPC، به کلش آف کلنز برتری کوچکی نسبت به بازی‌های استراتژیک مشابهی می‌دهد که تقریباً به‌طور کامل به نبرد بازیکن در مقابل بازیکن متکی هستند.»
پیتر ویلینگتون از پاکت گیمر به همان اندازه تحت تأثیر قرار گرفت و امتیاز ۹ از ۱۰ را به بازی داده و به آن «جایزه طلا» داد. ویلینگتون چندین ماه پس از بررسی بازی برای دستگاه‌های آی‌اواس، این بازی را به دلیل نیاز به استراتژی واقعی برای بازی تحسین کرد. او نوشت که گیم‌پلی بازی بر اساس پیشرفت «نیاز به واحدهای پیچیده‌تر و پیچیده‌تری دارد، از شما می‌خواهد استراتژی داشته باشید و واقعاً در مورد عناصری که باید روی ساختن در اردوگاه خود تمرکز کنید فکر کنید.» فکر کنید. او نتیجه گرفت که «کلش آف کلنز یک بازی فوق‌العاده است، فریمیوم یا غیره، با تفاوت‌های ظریف بیشتر از آنچه که بیشتر به آن اعتبار می‌دهند. به همین دلیل است که از زمان راه اندازی آزمون زمان را گذرانده است و هنوز هم جامعه فعالی دارد که به‌طور فداکارانه قلعه‌های استادانه‌ای را به امید شکست‌ناپذیر شدن می‌سازد.»
راب ریچ از ۱۴۸ اپز امتیاز ۳٫۵ از ۵ را داد و نوشت «بازی کردن یک بازی رایگان‌پایه آنلاین که از تجربه تک‌نفره دوری نمی‌کند، اما تعامل مستقیم صادقانه‌ای را نیز ارائه می‌کند، عالی است؛ که این روزها ترکیبی بسیار نادر است. احتمالاً قلب هیچ طرفداری را گرم نمی‌کند، اما به طرفداران ژانر چیزی با اکشن و استراتژی بیشتر از آنچه ممکن است استفاده شود می‌دهد.» تامز گوید از تعامل بازیکن لذت برد.
جان بدفورد از مودوجو امتیاز بازی را ۳ از ۵ ارزیابی کرد. او به‌طور کلی از بازی‌های رایگان‌پایه انتقاد کرد و نوشت: «این نوآوری، نه تنها این سبک خاص از بازی‌های حریصانه را از بین برده است، بلکه چروکیده شده و خود را به یک تکینگی بی‌نهایت متراکم از خودبیزاری تبدیل کرده است». او در مورد خود بازی نتیجه‌گیری کرد: «این یک بازی‌ای است که از تعداد کمی از عناوین پیروی می‌کند که در ازای فقط کمی ضخیم‌تر از گیم‌پلی، تقاضاهای شدیدی را در کیف پول‌های ما ایجاد کرده‌اند. ممکن است شما اشتهای بی پایانی برای این عناوین مدیریت ذره‌بینی داشته باشید؛ در این صورت توصیه می‌کنیم که از صمیم قلب وارد آخرین بازی سوپرسل شوید. در حالی که کلش آف کلنز چیز جدیدی را برای همراهی با گیم‌پلی امپراتوری شایسته اما غیر استثنایی خود به ارمغان می‌آورد، برای بسیاری از ما خیلی کم و خیلی دیر است.»

### بازخورد تجاری
کلش آف کلنز بین دسامبر ۲۰۱۲ و می ۲۰۱۳ به یکی از ۵ دانلود برتر اپ استور تبدیل شد، و این موفقیت به عنوان کمک به آغاز دوره جدیدی در بازی‌های تک نفره در دستگاه‌های تلفن همراه توصیف شده است.
در سال ۲۰۱۳ کلش آف کلنز سومین بازی پر درآمد در اپ استور و شماره یک در گوگل پلی بود.
در فوریه ۲۰۱۴ گزارش شد که این بازی روزانه ۶۵۴۰۰۰ دلار درآمد برای سوپرسل ایجاد می‌کند.
در سال ۲۰۱۵، این بازی با درآمد تخمینی ۱/۵ میلیون دلار در روز، پردرآمدترین برنامه در اپ استور و گوگل پلی بود.
این چهارمین برنامه نصب شده در اپ استور و هفتمین برنامه نصب شده در پلی استور بود، جایی که تا سال ۲۰۱۸، ۵۰۰ میلیون بار دانلود شده بود.
از سال ۲۰۱۸، کلش آف کلنز بیش از هر برنامه دیگری در اپ استور درآمد کسب کرده است. از زمان راه اندازی، بیش از ۶/۴ میلیارد دلار درآمد داشته است.
بیش از هشت سال پس از انتشار آن در سال ۲۰۱۲، از سال ۲۰۲۰، کلش آف کلنز در بین ۵۰ اپلیکیشن پردرآمد در پلی استور و اپ استور باقی مانده است.

## تحریم‌ها و فیلترینگ

### در ایران

#### آذر ۱۳۹۵
۷ آذر ۱۳۹۵ بسیاری از کاربران ایرانی با برای ورود به بازی با مشکل و رسانه ها خبر از فیلتر شدن کلش‌آف‌کلنز در ایران را دادند. ۲ روز بعد بنیاد ملی بازی های رایانه ای ایران اعلام کرد که مشکل از اینترنت سراسری بوده و درحال پیگیری و موقتی است. این درحالی بود که بیش از ۸۲٪ بازیکنان ایرانی آفلاین بودند.
در حالی که یکی از دارندگان شبکه توزیع محتوا (CDN) کشور پرده از اختلالات گسترده اینترنت کشور برداشت اما این بار قطع دسترسی به بازی کلش‌آوکلنز باعث تأیید اختلالات از زبان مدیرعامل بنیاد ملی بازی‌های رایانه‌ای شد.
به گزارش خبرنگار فناوری اطلاعات و ارتباطات خبرگزاری تسنیم، اختلال ورود به بازی‌های سوپرسل، موجب بروز گمانه‌زنی‌هایی پیرامون فیلتر شدن این بازی‌های محبوب در ایران شد. اختلال و مشکل سراسری در اتصال به سرور این بازی‌ها موجب شد تا موضوع فیلتر آنها به‌شکلی جدی‌تر مطرح شود زیرا امکان دسترسی به آنها توسط هیچ یک از سرویس دهندگان اینترنتی کشور نبود. علاوه بر این، چون تیم توسعه بازی‌های سوپرسل واکنشی نسبت به اختلال پیش‌آمده برای کاربران ایرانی نداشت، می‌توان وجود مشکل در سرورهای این بازی را رد کرد زیرا در غیر این صورت با واکنش سریع و نهایتاً عذرخواهی مواجه می‌شد. این اتفاق هم‌زمان با قطع شبکه اینترنت یکی از اپراتورهای موبایل در تهران افتاد و لذا بحث اختلال اینترنت کشور به‌شکلی جدی‌تر مطرح شد تا اینکه یکی از اولین شرکت‌های دارنده شبکه توزیع محتوا ایران به‌صورت رسمی پرده از اختلالات شبکه اینترنتی ایران برداشت و اعلام کرد که اختلالات شدید در اینترنت کشور باعث از دسترس خارج شدن بسیاری از دیتاسنترهای داخلی و همچنین مشکلات عدیده در بارگذاری محتوای خارج از ایران شده است.
بعد از این اظهارات، حسن کریمی قدوسی، مدیرعامل بنیاد ملی بازی‌های رایانه‌ای در کانال تلگرامی این بنیاد به‌صورت رسمی در رابطه با فیلتر شدن کلش‌آو‌کلنز گفت: «این مشکل ناشی از اختلال در شبکه اینترنت است که در آینده نزدیک رفع می‌شود.» او همچنین از بازی‌سازان خواسته که فریب شایعات و تهمت‌ها را نخورند.

#### دی ۱۳۹۵
در ۷ دی ۱۳۹۵ رسانه ها خبر از عدم وجود اختلال اینترنتی در ماه گذشته و شروع موج دوم فیلترینگ این بازی و دادند و همزمان بسیاری از بازیکنان برای ورود به بازی ناموفق بودند؛ تا اینکه در غروب همین روز و نیز در اخبار شبانگاهی شبکه سه به طور رسمی اعلام شد که کلش‌آف‌کلنز توسط دولت فیلتر و همچنین از کافه بازار حذف شده است.
در آذر همین سال دسترسی به بازی کلش آف کلنز با مشکل مواجه و سپس رفع شد. بنیاد ملی بازی های رایانه‌ای نیز اعلام کرد که علت محدودیت در دسترسی به این بازی مشکل اخلال در شبکه اینترنت بوده است؛ اما در این روز عبدالصمد خرم آبادی، معاون قضایی دادستان کل کشور در امور فضای مجازی علت را «فیلترینگ» عنوان کرد و گفت: «به عقیده صاحبنظران و خصوصا روانشناسان، بازی کلش‌آف‌کلنز مصداق بارز آموزش و ترویج خشونت از طریق جنگ قبایل است و علاوه براین روانشناسان معتقدند که این بازی حداقل بیست آسیب بسیار مخرب آشکار و پنهان در نوجوانان و جوانان ایجاد می کند و یک بازی به شدت اعتیاد آور است. خانواده هایی که نوجوانان و جوانانشان از این بازی آسیب دیده‌اند و توانایی مقابله با اعتیاد آنان را ندارند مصرانه از کارگروه تعیین مصادیق تقاضای فیلتر این بازی را کرده‌اند.»
وی درباره اینکه به چه علت محدودیت در دسترسی به این بازی بعد از مدتی رفع شد نیز گفت: «این سوال باید از وزارت ارتباطات و شرکت ارتباطات زیرساخت که مسئولیت اجرای دستورات کار گروه را برعهده دارد پرسیده شود که چرا محدودیت رفع شده است!» اخبار رسمی حاکی از آن بود که وزارت ارتباطات با فیلتر کلش‌اف‌کلنز موافق نبوده است.
کلش‌آف‌کلنز در اجرای بند (ب) ماده ۱۵ قانون جرایم رایانه‌ای که همان ماده ۷۴۳ قانون مجازات اسلامی، بخش تعزیرات است، اعمال محدودیت و فیلترینگ شد و به موجب ماده قانونی مزبور ترویج و آموزش اعمال خشونت آمیز از طریق سامانه‌ها و شبکه های رایانه‌ای جرم است.
بلافاصله بسیاری از کاربران با انتشار هشتگ هایی در اینستاگرام و توئیتر به این فیلترینگ اعتراض کردند. همچنین کاربران علاقه‌مند به این بازی به صفحه اینستاگرام محمود واعظی، وزیر ارتباطات هجوم برده و به این تصمیم انتقاد کردند و خواستار رفع فیلتر آن شدند.
بعد از مدتی اعتراض کاربران به گوش محمود واعظی رسید و در این باره گفت: «اعتراضاتی به اختلال بازی کلش مطرح کرده‌اید که این مطالب را به اطلاع کمیته تعیین مصادیق مجرمانه خواهم رساند و مطالب مطرح شده را پیگیری خواهم کرد. گرچه در بعضی موارد به دلیل استفاده از ادبیات نامناسب مجبور به حذف این پست ها شده‌ام.» 
کمتر از دو روز بعد واعظی از پیگیری موضوع از سوی حسن روحانی خبر داد و گفت: «اگرچه موضوع بازی کلش در کمیته تعیین مصادیق محتوای مجرمانه تصمیم‌گیری شده بود ولی با توجه به قولی که داده بودم امروز موضوع و مطالب مطرح شده را با رییس جمهور مطرح کردم و امیدوارم به زودی مشکل حل شود.»
۱۲ دی ۱۳۹۵ بسیاری از کاربران خبر از رفع فیلترینگ این بازی دادند. وزیر ارتباطات و فناوری اطلاعات در این‌باره گفت که مصوبه کارگروه تعیین مصادیق مجرمانه، بحث فیلتر نبوده است اما برای اجرای مصوبه، اختلال هایی به وجود آمد.

#### آبان ۱۳۹۸
کلش‌آف‌کلنز به علت قطعی سراسری اینترنت در ایران و محدودیت و اختلالات اینترنتی شدید حاصل از اعتراضات آبان ۱۳۹۸، در لحظاتی از چند روز فیلتر بود.

#### مهر ۱۴۰۱
پس از فیلتر اینستاگرام، واتس‌اپ، گوگل پلی، اپ استور، لینکدین و سایت استارلینک در اعتراضات ۱۴۰۱ و اختلال گسترده اینترنت ایران، نوبت به فیلتر بازی کلش‌آف‌کلنز رسید. کاربران و خبرگزاری ها گزارش میدهند که به نظر می‌رسد امکان چت و گفتگوی کاربران در این پلتفرم باعث شده تا فیلتر شود.
سرانجام صبح روز سه‌شنبه ۱۲ مهر ۱۴۰۱ پس از گذشت حدود ۱۰ روز، بازی کلش‌آف‌کلنز که تنها نماینده استودیو سوپرسل در میان پلتفرم‌های خارجی فیلتر شده بود، مجددا در دسترس کاربران قرار گرفت.

#### اسفند ۱۴۰۱
سوپرسل در ۲۵ اسفند ۱۴۰۱ آگاهی‌رسانی کرد که این بازی به همراه کلش رویال بر پایهٔ تحریم‌های فرامرزی حقوق بشری یا اقتصادی برای ایران، روسیه و بلاروس تحریم می‌شود و این بازی‌ها برای بازیکنان این کشورها از دسترس خارج شد.

#### اردیبهشت ۱۴۰۴
بعد از حدود ۲ سال، در ۲۶ اردیبهشت ۱۴۰۴ رسانه‌ها و کاربران اعلام کردن که تحریم بازی های سوپرسل برای کاربران ایرانی، برداشته شده.
برخی کانالهای تلگرامی حوزه گیمینگ خبر از امکان ورود بدون تغییر آی‌پی به کلش‌آف‌کلنز دادند که البته موقتی بود و چند روز بعد مجدد ورق برگشت؛ اما این برداشته شدن محدودیت حدود چند روز بعد از آن بطور کلی برای تمامی بازیهای شرکت سوپرسل مجدد اتفاق افتاد و تا هم‌اکنون نیز ادامه دارد.

### در سایر کشورها

#### روسیه و بلاروس
در ۴ ژوئن ۲۰۱۵ در روسیه، بازی به‌اشتباه تحت شمارهٔ ۲۹۸۰ در فهرست فدرال محتوای افراط‌گرایانه روسیه قرار گرفت. با این حال، این مورد بعدها از فهرست حذف شد.
در ۹ مارس ۲۰۲۲، شرکت سوپرسل اعلام کرد که به‌دلیل درگیری‌های نظامی میان روسیه و اوکراین، بازی‌های خود را از فروشگاه‌های اپ‌استور و گوگل‌پلی در کشورهای روسیه و بلاروس حذف می‌کند.
در ۱۴ مارس ۲۰۲۳، شرکت سوپرسل بازی کلش‌آف‌کلنز را در خاک ایران، روسیه و بلاروس به‌طور کامل مسدود کرد.